# Rose Finn-Kelcey
Rose Finn-Kelcey (* 4. März 1945 in Northampton; † 13. Februar 2014 in London) war eine britische Künstlerin.
Finn-Kelcey wuchs im ländlichen Buckinghamshire als Teil einer konservativen Familie auf. Sie besuchte zunächst das Ravensbourne College of Art und Design und später das Chelsea College of Art and Design in London. Ab 1968 wohnte und arbeitete sie in London. Sie arbeitete vorwiegend in den Bereichen Performance, Videokunst, Klang, Installation, Skulptur und Fotografie.
Finn-Kelceys Werk wird international gezeigt. 1990 war sie Teilnehmerin von Rhetorical Image im New Museum of Contemporary Art in New York City und 1992 der documenta IX in Kassel. 1997 hatte sie eine Einzelausstellung im Camden Arts Center in London. 1999 zeigte sie Linhas de Sombra im Centro de Arte Moderna in Lissabon.